# Гузик Леонід Олексійович
Леонід Олексійович Гузик (нар. 21 лютого 1933, Дніпропетровськ, УРСР — пом. ?) — радянський футболіст єврейського походження, нападник. Майстер спорту СРСР (1957).

## Життєпис
Вихованець юнацької команди «Крила Рад» (Куйбишев).
У 1954 році потрапив до головної команди міста. Рік по тому дебютував у класі «А» радянського першості. Всього в еліті нападник провів 5 років, за цей час зіграв за «Крила Рад» 72 поєдинки та забив 8 м'ячів. У класі «Б» за куйбишевцев Леонід Гузик провів 24 поєдинки, в яких відзначився 10 голами.
У 1956 році брав участь у Спартакіаді народів СРСР у складі збірної РРФСР.
У 1960 році нападник разом зі своїм партнером Станіславом Судакова перейшов в івановський «Текстильник» і виступав за команду в класі «Б» протягом двох років. Закінчив свою кар'єру футболіст у дніпропетровському «Дніпрі», також у класі «Б».
Працював головним тренером команди «Метеор» (Дніпропетровськ), пізніше входив в тренерський штаб «Дніпра». Також працював з жіночими командами.